# Eugenija Šimkūnaitė
 (juillet 2024).
Eugenija Šimkūnaitė (née le 11 février 1920 et décédée le 27 janvier 1996) était une pharmacienne, ethnographe et herboriste lituanienne.

## Biographie
Eugenija Šimkūnaitė est née à Novorossiïsk, dans le kraï de Krasnodar, en Russie, le 11 février 1920. Son père, Franz Šimkūno, était pharmacien et sa mère, Olga Lebedeva, était infirmière. En 1922, la famille part avec d'autres réfugiés pour retourner en Lituanie. La famille s'installe à Tauragnai (en), où son père ouvre une pharmacie. Après l'école primaire, Šimkūnaitė fréquente le lycée d'Utena et obtient son diplôme en 1937. La même année, elle entre à l'université Vytautas-Magnus pour étudier la pharmacie. En 1941, elle travaille dans une pharmacie à Tauragnai, puis à l'université de Vilnius en 1942, obtenant son diplôme en 1943,.
En 1945, Šimkūnaitė est embauchée comme pharmacienne à l'hôpital de Vilnius. En 1947, elle est nommée inspectrice de la division du commerce pharmaceutique du ministère de la Santé. Elle déménage à Kaunas en 1949 pour travailler comme assistante de recherche junior au jardin botanique de Kaunas et pour commencer sa thèse de doctorat. Šimkūnaitė revient à Vilnius en septembre 1950 pour poursuivre ses recherches doctorales à l'Institut de biologie de l'Académie des sciences, et soutient sa thèse en 1952,.
De 1955 à 1957, elle a travaillé au Kazakhstan dans la ferme de plantes médicinales de l'Union. De retour en Lituanie en 1957, elle a de nouveau été employée par le Conseil pharmaceutique du ministère de la Santé en tant qu'inspectrice, devenant chef de la section des plantes médicinales en 1969. Elle a pris sa retraite en 1975. En 1993, le Conseil scientifique lituanien lui a décerné un doctorat en sciences naturelles. Elle est décédée le 27 janvier 1996 et est enterrée à côté de ses parents à Tauragnai (en).

## Héritage
La Fondation commémorative Eugenija Šimkūnaitė a été fondée en 1997, dans le but de promouvoir l'étude des produits pharmaceutiques et le travail dans le domaine de la recherche sur les plantes médicinales. En 1998, l'école secondaire de Tauragnai a été nommée en son honneur.